# Кюндяе (река)
Кюндя́е (также Кюндээйи, Кюндяйи) — река в России, протекает в Сунтарском улусе Якутии, правый приток Вилюя. Длина реки составляет 194 км, площадь водосборного бассейна — 3300 км². 
Река берёт начало на Среднесибирском плоскогорье на высоте более 257 м над уровнем моря. В верховьях течёт преимущественно на юго-запад, протекает через несколько озёр, крупнейшее из которых — озеро Муосаны. Далее поворачивает на запад и течёт в основном по лиственнично-сосновой холмистой тайге. Русло участками заболочено, меандрирует. В низовьях реку пересекает автотрасса «Вилюй». Впадает в Вилюй в 698 км от его устья по правому берегу ниже впадения Кемпендяя, у села Эльгяй, на высоте 110 м над уровнем моря. Ширина в нижнем течении — 30-50 м при глубине 1-1,1 м, скорость течения в низовьях — 0,4 м/с. 
Населённых пунктов на реке нет. Ледостав с октября по май.

## Основные притоки
Указаны поименованные притоки длиной 30 км и более
| Название | Расстояние от устья | Длина | Положение |
| -------- | ------------------- | ----- | --------- |
| Харыялах | 12                  | 83    | правый    |
| Тойон    | 102                 | 33    | правый    |
| Ырай     | 131                 | 34    | правый    |

## Данные водного реестра
По данным государственного водного реестра России и геоинформационной системы водохозяйственного районирования территории РФ, подготовленной Федеральным агентством водных ресурсов:
- Бассейновый округ — Ленский
- Речной бассейн — Лена
- Речной подбассейн — Вилюй
- Водохозяйственный участок — Вилюй от Вилюйской ГЭС до впадения реки Марха
- Код водного объекта — 18030800312117400015849